# Elecciones para gobernador de Arkansas de 2010
La elección para gobernador de Arkansas de 2010 tuvo lugar el 2 de noviembre. En las elecciones generales, Mike Beebe (demócrata) fue elegido gobernador con el 64.4% de los votos contra el 33.6% del candidato republicano, Jim Keet. En tercer lugar quedó Jim Lendall, del Partido Verde.

## Encuestas
| Fuente de la encuesta | Fecha(s) de realización     | Tamaño de muestra | Margen de error | Mike Beebe (D) | Jim Keet (R) | Otro Indecisos |
| --------------------- | --------------------------- | ----------------- | --------------- | -------------- | ------------ | -------------- |
| Rasmussen Reports     | 28 de octubre de 2010       | —                 | —               | 60%            | 38%          | —              |
| CNN/Time Magazine     | 15-19 de octubre de 2010    | —                 | —               | 62%            | 35%          | —              |
| Rasmussen Reports     | 30 de septiembre de 2010    | —                 | —               | 51%            | 41%          | —              |
| Mason-Dixon           | 12-14 de septiembre de 2010 | —                 | —               | 54%            | 33%          | —              |
| Rasmussen Reports     | 18 de agosto de 2010        | —                 | —               | 53%            | 33%          | —              |
| Rasmussen Reports     | 20 de julio de 2010         | —                 | —               | 50%            | 40%          | —              |
| Ipsos/Reuters         | 16-18 de julio de 2010      | —                 | —               | 57%            | 35%          | —              |
| Talk Business         | 17 de julio de 2010         | —                 | —               | 50%            | 41%          | —              |
| Rasmussen Reports     | 15 de junio de 2010         | —                 | —               | 57%            | 33%          | —              |
| Rasmussen Reports     | 19 de mayo de 2010          | —                 | —               | 53%            | 38%          | —              |

## Resultados
|  | 64.42 % |

|  | 33.63 % |

|  | 1.86 % |

|  | 100 % |

|  | 47.7 % |